# 테디 퀸리번
테디 퀸리번(Teddy Quinlivan, 1994년 6월 22일 ~ )은 미국의 모델로, 트랜스여성이다. 샤넬에서 기용한 최초의 공개 커밍아웃한 트랜스젠더 모델이다.